# Роберт Світ
Роберт Світ (англ. Robert Sweet, 1783—1835) — англійський ботанік, садівник і орнітолог.

## Життєпис
Народився в Кокінгтоні поблизу Торкі, графство Девоншир, Англія в 1783 році. Світ працював садівником із шістнадцяти років і став бригадиром або партнером у низці розплідників. Він був пов'язаний з розплідниками в Стоквелл, Фулхем і Челсі. У 1812 році він приєднався до Colvills, відомого розплідника Челсі, і був обраний членом Товариства Ліннея. До 1818 року він публікує праці з садівництва та ботаніки.
Він опублікував низку ілюстрованих робіт про рослини, що культивуються в британських садах і оранжереях. Пластини в основному намалював Едвін Далтон Сміт (1800–1883), художник-ботанік, який працював у Королівському ботанічному саду Кью. Його праці включають: Hortus Suburbanus Londinensis (1818), Geraniaceae (п'ять томів) (1820–30), Cistineae, Sweet's Hortus Britannicus (1826–27), Flora Australasica (1827–28), British Botany (разом з Г. Ведделлом) (1831). Він помер у Челсі, Лондон, у січні 1835 року.
Світ є автором ряду рослинних таксонів. Рослина роду Sweetia Spreng. з родини бобових (Fabaceae), ймовірно, названо на його честь.

## Публікації
- Sweet, Robert (1823–1829). The British Flower Garden : coloured figures & descriptions of the most ornamental & curious hardy herbaceous plants. Drawings by Edwin Dalton Smith. London: W. Simpkin and R. Marshall.
- Sweet, Robert (1825–1830). Cistineae : the natural order of Cistus or Rock-rose. London: James Ridgeway.